# ナゴヤキネマ・ノイ
ナゴヤキネマ・ノイ（Nagoya Kinema Neu）は、愛知県名古屋市千種区今池にある映画館。名古屋シネマテークが経済上の理由で2023年7月に閉館したのち、元スタッフらがクラウドファンディングで資金を募り、2024年3月16日に跡地に新規にオープンした。

## 沿革
2023年7月28日、名古屋市の老舗のミニシアターとして知られた名古屋シネマテークが、長引くコロナ禍の影響などにより、経済上の理由から閉館した。
2023年12月5日、名古屋シネマテーク支配人だった永吉直之らは同所で記者会見し、翌年2月初旬を目標に新たな映画館「ナゴヤキネマ・ノイ」の開館を目指すと発表した。内装工事や座席の改修が必要なことから、資金を集めるためのクラウドファンディングを実施すること、永吉、元スタッフの仁藤由美、名古屋シネマテーク支配人で2019年に死去した平野勇治の妻の演劇評論家の安住恭子の3人で会社を設立し運営に当たることなどもあわせて発表された。永吉は会見で「7月の閉館以降、『今池に映画館が無いのはさみしい』『また映画館をやって』など、地元住民から多くの要請を受けたことが大きい」と説明した。
「ナゴヤキネマ・ノイ」の「ノイ」はドイツ語で「新しい」を意味する「Neu」からとられた。仁藤らによれば、ベルリンの壁崩壊後、冷戦の終結を祝う世の中を見つめてつくられたジャン=リュック・ゴダールの『新ドイツ零年』（1991年）に自分たちの心境をなぞらえたという。
小泉今日子、柄本明、森達也、大島新、ヤン・ヨンヒらが呼び掛け人に名を連ねたこともあり、クラウドファンディング開始から約50時間後には目標の1000万円を達成。2024年1月末までに目標額を上回る2700万円以上を集めた。名古屋芸術大学リベラルアーツコースの教員と学生が映画館立ち上げに参加。講師の谷野大輔と2年生の学生が劇場のロゴとクラウドファンディングのチラシデザインを手がけた。開館2日前にはシネマスコーレ代表の木全純治が激励に訪れた。木全はNHKの取材に対し「お互い、魅力ある場所として存在していかないといけない。これからもライバルとして切磋琢磨していきたい」と語った。
同年3月16日に開館した。改装にあたり全ての座席が取り外され、シート・壁紙も張り替えられた。スピーカーも新調された。映写機やプロジェクターは名古屋シネマテークで使われていたものが引き継がれた。
2024年3月16日の初回の上映作品は東海テレビのドキュメンタリー番組の劇場版『その鼓動に耳をあてよ』。またこの日はザジフィルムズ配給の特集「カール・テオドア・ドライヤー セレクション vol. 2」もあわせて実施され、『吸血鬼』（1932年）と『ミカエル』（1924年）の2本が上映された。

## ギャラリー

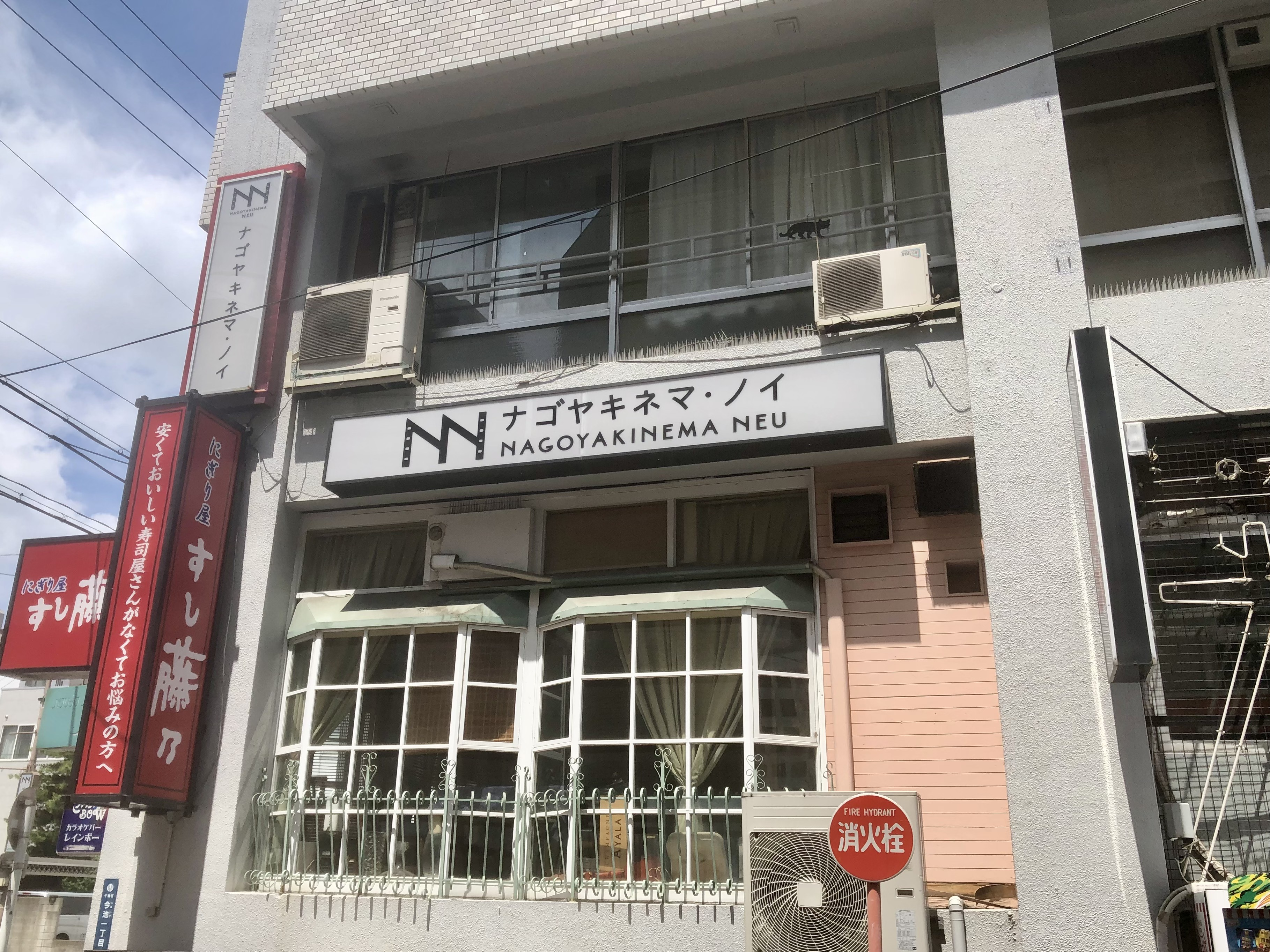
今池スタービル
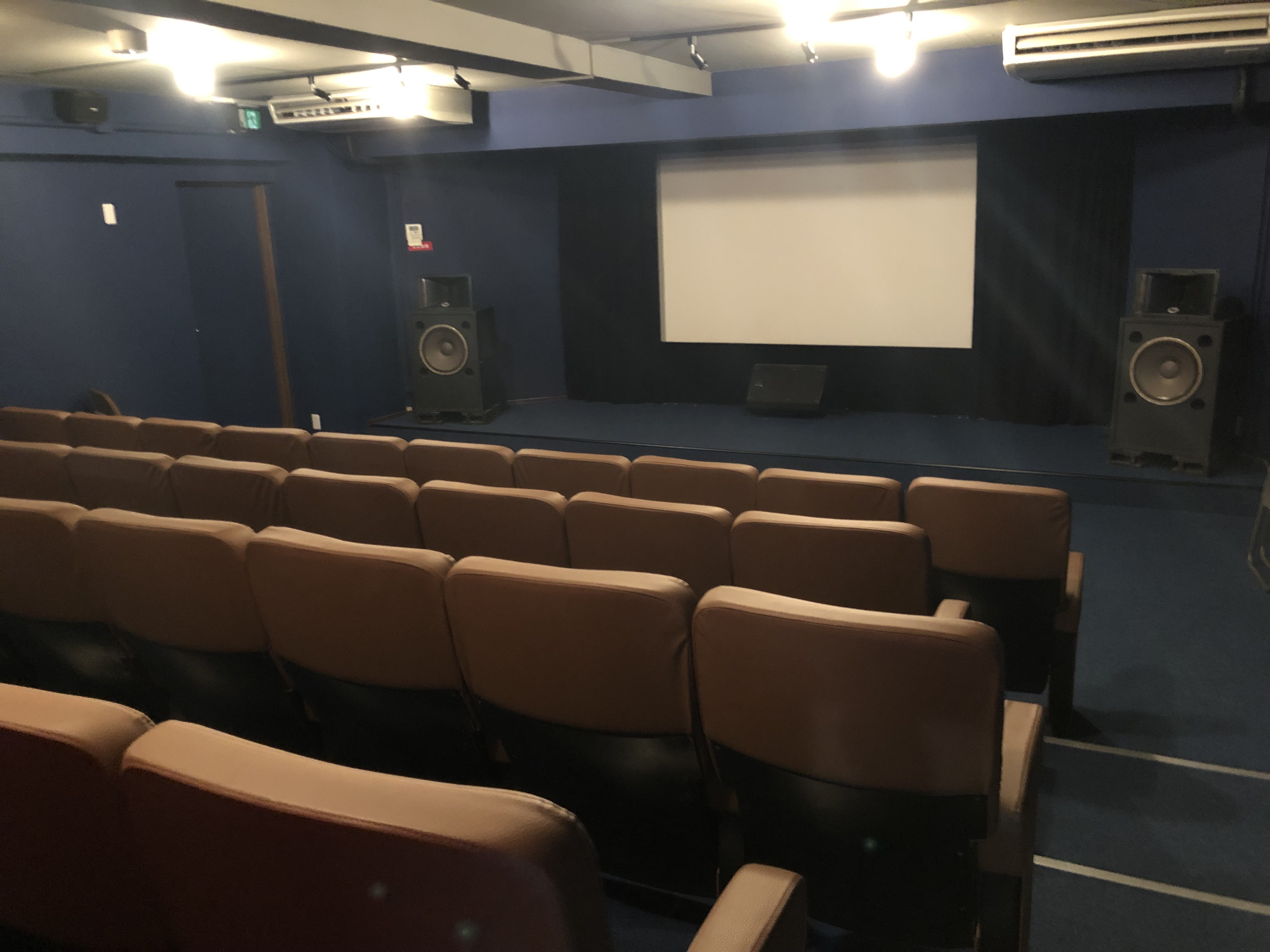
スクリーンと客席
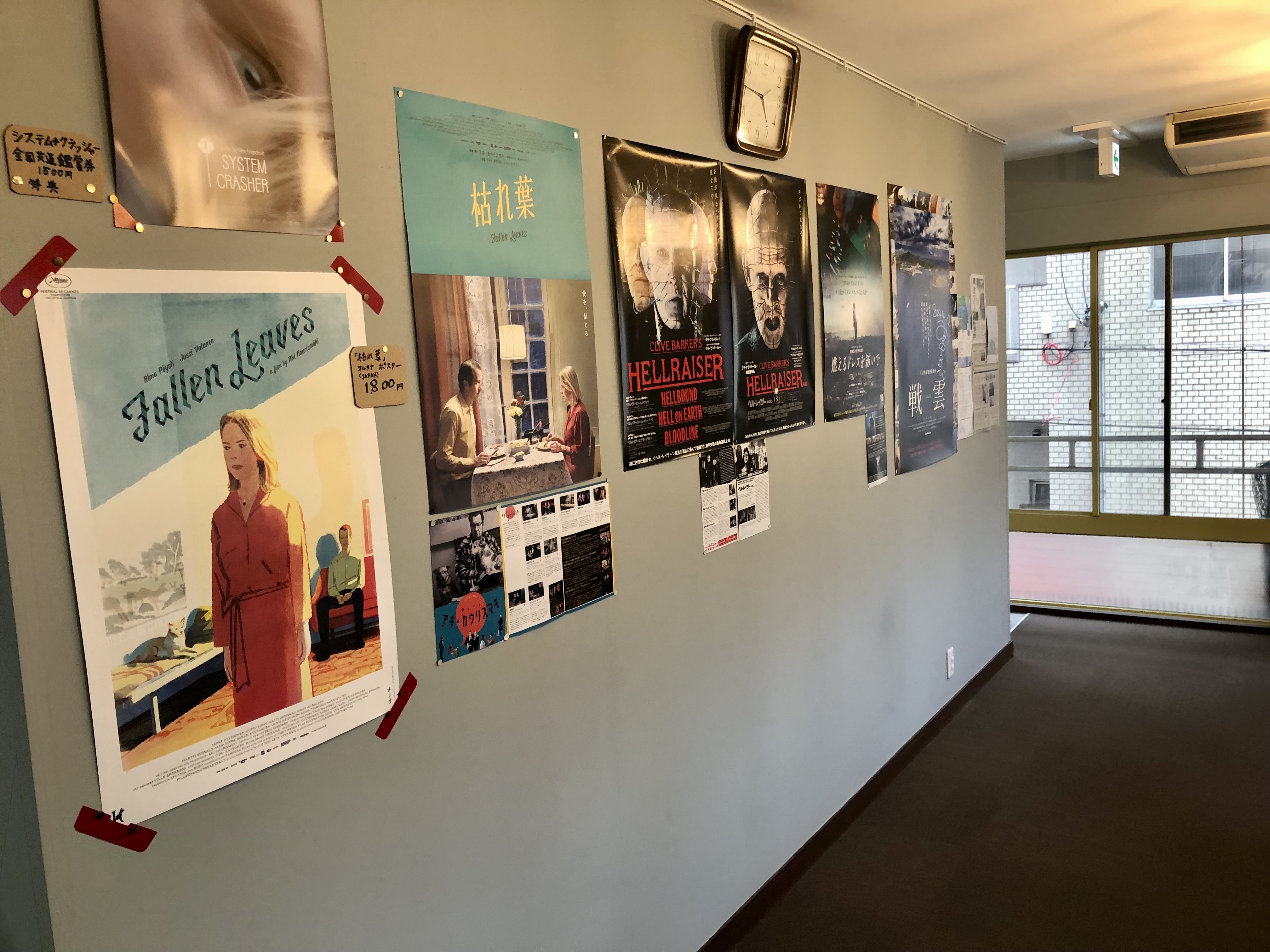
ロビー

## 施設
- 所在地：愛知県名古屋市千種区今池一丁目6番13号 今池スタービル2階
- アクセス：名古屋市営地下鉄東山線・桜通線 今池駅から南西に約100m、JR中央本線・名古屋市営地下鉄東山線 千種駅から南東に約400m。
- 座席数：40席
- 定休日：火曜日